# Theo Lucius
Theodorus Martinus Maria (Theo) Lucius (Veghel, 19 de dezembro de 1976) é um futebolista holandês que atua pelo Feyenoord.

## Carreira Profissional
Lucius iniciou sua carreira jogando pelo FC Den Bosch em 1996. Atuou pelo pequeno clube por duas temporadas, até ser comprado pelo PSV, onde atuou por uma temporada, e em seguida ter sido transferido por empréstimo ao FC Utrecht, um clube de maior expressão na Eredivisie. Permaneceu por lá por uma temporada até finalmente chegar em definitivo ao clube que o contratou. Fez uma longa e expressiva carreira no time de Eindhoven, fazendo 144 partidas oficiais e marcando 8 gols, o que lhe rendeu algumas convocações para defender a seleção de seu país. Mas, ao final de seu contrato em junho de 2006, o PSV já não fazia mais questão de contar com seu futebol, devido a contratação do meia Phillip Cocu. Assim, Lucius se viu com o passe livre e se transferiu para o Feyenoord de Rotterdam. Pelo Feyenoord, Lucius tem alternado a titularidade com a reserva, o que não o impediu de fazer boas atuações, tendo marcado 5 gols pelo clube até o final da temporada 2006/07.

## Estatísticas
| Temporada | Clube        | País    | Liga           | Jogos | Gols |
| --------- | ------------ | ------- | -------------- | ----- | ---- |
| 1996/97   | FC Den Bosch | Holanda | Eerste Divisie | 34    | 3    |
| 1997/98   | FC Den Bosch | Holanda | Eerste Divisie | 33    | 4    |
| 1998/99   | PSV          | Holanda | Eredivisie     | 25    | 1    |
| 1999/00   | FC Utrecht   | Holanda | Eredivisie     | 32    | 3    |
| 2000/01   | PSV          | Holanda | Eredivisie     | 17    | 1    |
| 2001/02   | PSV          | Holanda | Eredivisie     | 23    | 1    |
| 2002/03   | PSV          | Holanda | Eredivisie     | 14    | 0    |
| 2003/04   | PSV          | Holanda | Eredivisie     | 22    | 4    |
| 2004/05   | PSV          | Holanda | Eredivisie     | 22    | 1    |
| 2005/06   | PSV          | Holanda | Eredivisie     | 21    | 0    |
| 2006/07   | Feyenoord    | Holanda | Eredivisie     | 27    | 5    |
| 2007/08   | Feyenoord    | Holanda | Eredivisie     | 0     | 0    |
| Total     |              |         |                | 270   | 23   |